# Ганэко, Камэ
Камэ Ганэко (яп. 我如古カメ; 10 апреля 1905, Япония — 18 октября 2019) — японская супердолгожительница, чей возраст был подтвержден GRG. До 16 августа 2022 года, она входила в топ 100 старейших людей в мировой истории. Её возраст на момент смерти составлял 114 лет 191 день.

## Биография
Камэ Ганэко родилась 10 апреля 1905 года в Японии. В последние годы жизни она жила в селе Йомитан, уезд Накагами, префектура Окинава, Япония. 
Камэ Ганэко была объявлена старейшим жителем префектуры Окинава 26 января 2018 года после смерти Тэру Оcиро. 
В апреле 2019 года Камэ отпраздновала 114-летие. 18 октября 2019 года скончалась в своём деревенском доме в возрасте 114 лет и 191 день.
На момент смерти Ганэко её младшей сестре Кикуэ Таире было 109 лет. Вместе с сестрой их совокупный возраст составлял 225 лет, что делало их старейшей парой сестёр.